# I liga polska w piłce siatkowej mężczyzn (1982/1983)
I liga polska w piłce siatkowej mężczyzn 1982/1983 – 47. edycja rozgrywek o mistrzostwo Polski w piłce siatkowej mężczyzn.

## Drużyny uczestniczące
| | I liga 1982/1983   |   |
| --- | ------------------ | - |
| WRO | Gwardia Wrocław    | 1 |
| LEG | Legia Warszawa     | 2 |
| OLS | AZS Olsztyn        | 3 |
| RZE | Resovia            | 4 |
| ŁÓD | Resursa Łódź       | 5 |
| MIL | Płomień Milowice   | 6 |
| KRA | Hutnik Kraków      | 7 |
| AND | Beskid Andrychów   | 8 |
| | Awans z II ligi    |   |
| WAŁ | Chełmiec Wałbrzych |   |
| POZ | KS Posnania        |   |
| Oznaczenia: - kolumna pierwsza – skróty nazw drużyn wpisane na mapie (jeśli ta została zamieszczona), - kolumna trzecia – miejsce zajęte przez daną drużynę w poprzednim sezonie. |                    |   |

## Klasyfikacja końcowa
| Miejsce | Drużyna            |
| ------- | ------------------ |
| 1.      | Legia Warszawa     |
| 2.      | Gwardia Wrocław    |
| 3.      | AZS Olsztyn        |
| 4.      | Beskid Andrychów   |
| 5.      | Hutnik Kraków      |
| 6.      | Płomień Milowice   |
| 7.      | Resursa Łódź       |
| 8.      | Resovia            |
| 9.      | Chełmiec Wałbrzych |
| 10.     | KS Posnania        |

     spadek do II ligi